# انفعالة (ثقافة إنترنت)

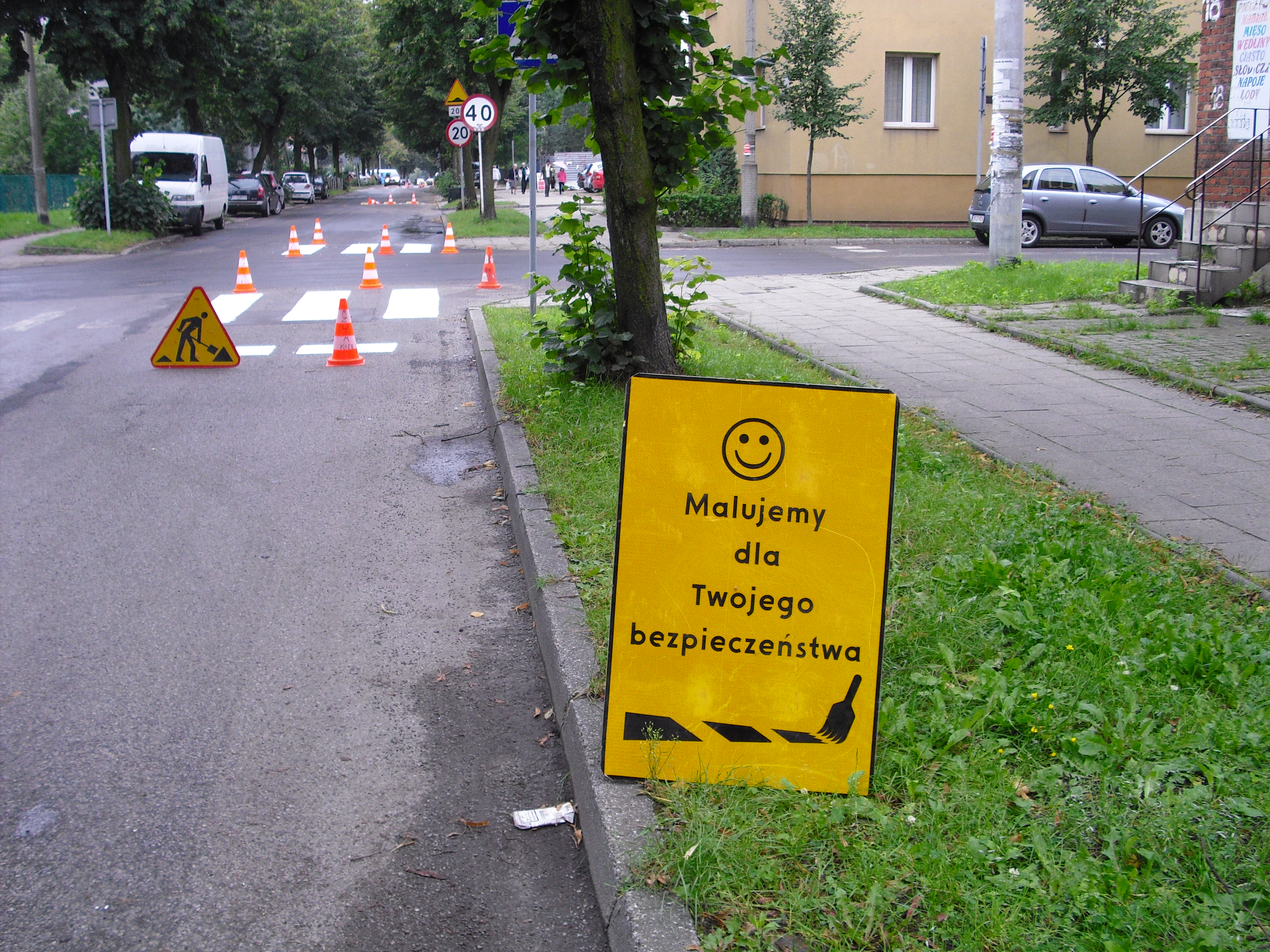
مثال لانفعالة مستخدمة في إشارة على الطريق.

العلامات الانفعالية أو الانفعالات في الدردشة هي أدوات لنقل الحالة النفسية والانطباعات الشخصية على الإنترنت من خلال مواقع الدردشة والمحادثة الفورية أو المنتديات باستخدام أيقونات ورسومات تعبيرية، وتعتبر هذه الوسيلة قديمة تم إعادة استخدامها مع ظهور الإنترنت من قبل سكوت فاهلمان (بالإنجليزية:  Scott Fahlman)‏ في سبتمبر من عام 1982.

## السجل
في عام 1997 أدرك المدير التنفيذي لشركة Smiley نيكولاس لوفراني  التطور في استخدام رموز الشفرة القياسية الأمريكية لتبادل المعلومات خلال التقنية المتنقلة وبدأ في اختبار الوجوه المبتسمة المتحركة، بهدف إنشاء رموزًا ملونة تتوافق مع رموز الشفرة القياسية الأمريكية لتبادل المعلومات المصنوعة من علامات الترقيم العادية، لتعزيزها للحصول على استخدام أكثر تفاعلا بشكل رقمي. ومن هنا قام لوفران بتجميع قاموس مصطلحات تعبيرية عبر الإنترنت  المصنف إلى فئات منفصلة - كلاسيكيات وتعبيرات مزاجية والأعلام والاحتفالات والمرح والرياضة والطقس والحيوانات والطعام والأمم والمهن والكواكب ودائرة الأبراج والأطفال وتلك التصميمات التي تم تصميمها أول مرة في عام 1997 في مكتب حقوق الطبع والنشر بالولايات المتحدة ثم نشر هذه الرموز كملفات بتنسيق جي آي إف على الويب في عام 1998، لتصبح الرموز الرسومية الأولى المستخدمة في التقنية على الإطلاق. في عام 2000، توفر دليل التعبيرات الذي وضعه لوفراني للمستخدمين لتنزيله على الهواتف المحمولة على الإنترنت خلال موقع ويب smileydictionary.com الذي جمع أكثر من 1000 رمز رسومي مبتسم وإصدارات رموز الشفرة القياسية الأمريكية لتبادل المعلومات. تم نشر الدليل نفسه في عام 2002 في كتاب بواسطة مرابوط يسمى Dico Smileys.
في عام 2001 شركة سمايلي بدأت ترخيص الحقوق للرموز الرسومية الخاصة بلوفراني ليتم استخدامها لتنزيلات الهواتف المحمولة عن طريق مجموعة متنوعة من شركات الاتصالات المختلفة بما في ذلك Nokia وMotorola وSamsung وSFR (vodaphone) وSky Telemedia.

## تعبيرات الابتسامة والضحك

إنفعالة تمثل وجه مبتسم.

## الاختلاف في معاني الانفعالات
هناك الكثير من الاختلافات في المعاني بين الشعوب في استخدام هذه التعبيرات، فما يعتبر حزنا في بعض الأماكن قد يعتبر غضبا في أماكن أخرى.

## التقدم في التعبيرات
مع تقدم استخدام الإنترنت وتقنيات الاتصال ظهر استخدام متقدم لهذه التعبيرات ابتداءً بظهور رسوم معقدة إلى تعبيرات صوتية ملونة.